# Igor Paixão
Igor Guilherme Barbosa da Paixão (Macapá, 28 juni 2000) is een Braziliaans voetballer die doorgaans speelt als vleugelspeler. In augustus 2025 verruilde hij Feyenoord voor Olympique Marseille.

## Clubcarrière
Paixão speelde vanaf 2014 in de jeugdopleiding van Coritiba, waar hij werd aangenomen na een succesvolle stage. Zijn eerste professionele contract bij de club tekende hij in oktober 2018. Op 27 januari van het jaar erop debuteerde Paixão in de hoofdmacht. In het Campeonato Paranaense werd met 0–0 gelijkgespeeld tegen Toledo. Hij mocht hier van coach Argélico Fucks negentien minuten voor het einde van de wedstrijd invallen voor Giovanni Piccolomo. De vleugelspeler werd in januari 2019 voor een jaar verhuurd aan Londrina. Na zijn terugkeer kreeg Paixão meer speeltijd in het eerste elftal en in het seizoen 2021 promoveerde hij met Coritiba naar de Série A.
In de zomer van 2022 maakte Paixão de overstap naar Feyenoord, waar hij zijn handtekening zette onder een verbintenis voor de duur van vijf seizoenen. In zijn eerste seizoen werd hij met Feyenoord landskampioen en een jaar erop werd de KNVB Beker gewonnen. Aan het begin van de jaargang 2024/25 won hij ook de Johan Cruijff Schaal met Feyenoord. Zijn contract werd in oktober 2024 opengebroken en met twee seizoenen verlengd, tot medio 2029.
Hij beëindigde het seizoen 2024/25 met zestien doelpunten en veertien assists in de Eredivisie. Hiermee was hij bij dertig goals betrokken, een aantal dat alleen overtroffen werd van Sem Steijn (FC Twente, eenendertig). In de daaropvolgende zomer verkaste de Braziliaan voor een bedrag van circa dertig miljoen euro naar Olympique Marseille, wat mogelijk met vijf miljoen euro aan bonussen kon oplopen. Hij tekende voor vijf seizoen bij de Franse club.

## Clubstatistieken
| Seizoen | Club                | Competitie | Competitie | Competitie | Beker | Beker | Internationaal | Internationaal | Totaal | Totaal |
| Seizoen | Club                | Competitie | Wed.       | Dlp.       | Wed.  | Dlp.  | Wed.           | Dlp.           | Wed.   | Dlp.   |
| ------- | ------------------- | ---------- | ---------- | ---------- | ----- | ----- | -------------- | -------------- | ------ | ------ |
| 2019    | Coritiba            | Série B    | 11         | 0          | 0     | 0     | —              | —              | 2      | 0      |
| 2020    | → Londrina          | Série C    | 30         | 4          | 0     | 0     | —              | —              | 2      | 0      |
| 2021    | Coritiba            | Série B    | 44         | 10         | 0     | 0     | —              | —              | 2      | 0      |
| 2022    | Coritiba            | Série A    | 34         | 11         | 0     | 0     | —              | —              | 1      | 0      |
| 2022/23 | Feyenoord           | Eredivisie | 28         | 7          | 3     | 1     | 6              | 1              | 37     | 9      |
| 2023/24 | Feyenoord           | Eredivisie | 31         | 9          | 6     | 2     | 8              | 1              | 45     | 12     |
| 2024/25 | Feyenoord           | Eredivisie | 34         | 16         | 2     | 0     | 11             | 2              | 47     | 18     |
| 2025/26 | Olympique Marseille | Ligue 1    | 0          | 0          | 0     | 0     | 0              | 0              | 0      | 0      |
| Totaal  | Totaal              | Totaal     | 212        | 57         | 18    | 3     | 25             | 4              | 255    | 64     |

Bijgewerkt op 3 augustus 2025.

## Interlandcarrière
Paixão werd in februari 2025 voor het eerst opgenomen in de voorselectie van het Braziliaans voetbalelftal. Bij het bekendmaken van de definitieve selectie was de vleugelaanvaller een van de afvallers.

## Erelijst
| Competitie            |          |          |          |          |
| Competitie            | Aantal   | Jaren    |          |          |
| Coritiba              | Coritiba | Coritiba | Coritiba | Coritiba |
| --------------------- | -------- | -------- | -------- | -------- |
| Campeonato Paranaense | 1        | 2022     |          |          |
| Feyenoord             |          |          |          |          |
| Eredivisie            | 1        | 2022/23  |          |          |
| KNVB Beker            | 1        | 2023/24  |          |          |
| Johan Cruijff Schaal  | 1        | 2024     |          |          |
| Individueel           |          |          |          |          |
| Gouden Schoen         | 1        | 2024/25  |          |          |